# César voor beste film
De César voor beste film (Frans: César du meilleur film) is de César-filmprijs die jaarlijks wordt uitgereikt aan de beste film. Deze César werd voor het eerst uitgereikt op 3 april 1976 in het Palais des congrès in Parijs. Films die kunnen meedingen voor de prijs moeten verschenen zijn tussen 1 januari en 31 december in het voorgaande jaar en moet daarin minstens zeven dagen vertoond zijn in een publieke bioscoop in de streek van Parijs.

## Laureaten en nominaties

### Jaren 70
| Jaar        | Film                          | Regisseur              |
| ----------- | ----------------------------- | ---------------------- |
| 1976 (1ste) | Le Vieux Fusil                | Robert Enrico          |
| 1976 (1ste) | Cousin, cousine               | Jean Charles Tacchella |
| 1976 (1ste) | Que la fête commence          | Bertrand Tavernier     |
| 1976 (1ste) | Sept morts sur ordonnance     | Jacques Rouffio        |
| 1977 (2de)  | Monsieur Klein                | Joseph Losey           |
| 1977 (2de)  | Barocco                       | André Téchiné          |
| 1977 (2de)  | Le Juge et l'Assassin         | Bertrand Tavernier     |
| 1977 (2de)  | La Meilleure Façon de marcher | Claude Miller          |
| 1978 (3de)  | Providence                    | Alain Resnais          |
| 1978 (3de)  | Le Crabe-tambour              | Pierre Schoendoerffer  |
| 1978 (3de)  | La Dentellière                | Claude Goretta         |
| 1978 (3de)  | Nous irons tous au paradis    | Yves Robert            |
| 1979 (4de)  | L'Argent des autres           | Christian de Chalonge  |
| 1979 (4de)  | Le Dossier 51                 | Michel Deville         |
| 1979 (4de)  | Molière                       | Ariane Mnouchkine      |
| 1979 (4de)  | Une histoire simple           | Claude Sautet          |

### Jaren 80
| Jaar        | Film                                 | Regisseur               |
| ----------- | ------------------------------------ | ----------------------- |
| 1980 (5de)  | Tess                                 | Roman Polański          |
| 1980 (5de)  | Clair de femme                       | Constantin Costa-Gavras |
| 1980 (5de)  | Don Giovanni                         | Joseph Losey            |
| 1980 (5de)  | I comme Icare                        | Henri Verneuil          |
| 1981 (6de)  | Le Dernier Métro                     | François Truffaut       |
| 1981 (6de)  | Loulou                               | Maurice Pialat          |
| 1981 (6de)  | Mon oncle d'Amérique                 | Alain Resnais           |
| 1981 (6de)  | Sauve qui peut (la vie)              | Jean-Luc Godard         |
| 1982 (7de)  | La Guerre du feu                     | Jean-Jacques Annaud     |
| 1982 (7de)  | Coup de torchon                      | Bertrand Tavernier      |
| 1982 (7de)  | Garde à vue                          | Claude Miller           |
| 1982 (7de)  | Les Uns et les Autres                | Claude Lelouch          |
| 1983 (8ste) | La Balance                           | Bob Swaim               |
| 1983 (8ste) | Danton                               | Andrzej Wajda           |
| 1983 (8ste) | Passion                              | Jean-Luc Godard         |
| 1983 (8ste) | Une chambre en ville                 | Jacques Demy            |
| 1984 (9de)  | Le Bal                               | Ettore Scola            |
| 1984 (9de)  | À nos amours                         | Maurice Pialat          |
| 1984 (9de)  | Coup de foudre                       | Diane Kurys             |
| 1984 (9de)  | Tchao Pantin                         | Claude Berri            |
| 1984 (9de)  | L'Été meurtrier                      | Jean Becker             |
| 1985 (10de) | Les Ripoux                           | Claude Zidi             |
| 1985 (10de) | L'Amour à mort                       | Alain Resnais           |
| 1985 (10de) | Carmen                               | Francesco Rosi          |
| 1985 (10de) | Les Nuits de la pleine lune          | Éric Rohmer             |
| 1985 (10de) | Un dimanche à la campagne            | Bertrand Tavernier      |
| 1986 (11de) | Trois Hommes et un couffin           | Coline Serreau          |
| 1986 (11de) | L'Effrontée                          | Claude Miller           |
| 1986 (11de) | Péril en la demeure                  | Michel Deville          |
| 1986 (11de) | Sans toit ni loi                     | Agnès Varda             |
| 1986 (11de) | Subway                               | Luc Besson              |
| 1987 (12de) | Thérèse                              | Alain Cavalier          |
| 1987 (12de) | 37°2 le matin                        | Jean-Jacques Beineix    |
| 1987 (12de) | Jean de Florette                     | Claude Berri            |
| 1987 (12de) | Mélo                                 | Alain Resnais           |
| 1987 (12de) | Tenue de soirée                      | Bertrand Blier          |
| 1988 (13de) | Au revoir les enfants                | Louis Malle             |
| 1988 (13de) | Le Grand Chemin                      | Jean-Loup Hubert        |
| 1988 (13de) | Les Innocents                        | André Téchiné           |
| 1988 (13de) | Sous le soleil de Satan              | Maurice Pialat          |
| 1988 (13de) | Tandem                               | Patrice Leconte         |
| 1989 (14de) | Camille Claudel                      | Bruno Nuytten           |
| 1989 (14de) | Le grand bleu                        | Luc Besson              |
| 1989 (14de) | La Lectrice                          | Michel Deville          |
| 1989 (14de) | L'Ours                               | Jean-Jacques Annaud     |
| 1989 (14de) | La vie est un long fleuve tranquille | Étienne Chatiliez       |

### Jaren 90
| Jaar         | Film                                 | Regisseur                          |
| ------------ | ------------------------------------ | ---------------------------------- |
| 1990 (15de)  | Trop belle pour toi                  | Bertrand Blier                     |
| 1990 (15de)  | Monsieur Hire                        | Patrice Leconte                    |
| 1990 (15de)  | Nocturne indien                      | Alain Corneau                      |
| 1990 (15de)  | Un monde sans pitié                  | Eric Rochant                       |
| 1990 (15de)  | La Vie et rien d'autre               | Bertrand Tavernier                 |
| 1991 (16de)  | Cyrano de Bergerac                   | Jean-Paul Rappeneau                |
| 1991 (16de)  | Le Mari de la coiffeuse              | Patrice Leconte                    |
| 1991 (16de)  | Nikita                               | Luc Besson                         |
| 1991 (16de)  | Le Petit Criminel                    | Jacques Doillon                    |
| 1991 (16de)  | Uranus                               | Claude Berri                       |
| 1992 (17de)  | Tous les matins du monde             | Alain Corneau                      |
| 1992 (17de)  | Merci la vie                         | Bertrand Blier                     |
| 1992 (17de)  | La Belle Noiseuse                    | Jacques Rivette                    |
| 1992 (17de)  | Van Gogh                             | Maurice Pialat                     |
| 1993 (18de)  | Les Nuits fauves                     | Cyril Collard                      |
| 1993 (18de)  | La Crise                             | Coline Serreau                     |
| 1993 (18de)  | Indochine                            | Régis Wargnier                     |
| 1993 (18de)  | L.627                                | Bertrand Tavernier                 |
| 1993 (18de)  | Le petit prince a dit                | Christine Pascal                   |
| 1993 (18de)  | Un cœur en hiver                     | Claude Sautet                      |
| 1994 (19de)  | Smoking / No Smoking                 | Alain Resnais                      |
| 1994 (19de)  | Germinal                             | Claude Berri                       |
| 1994 (19de)  | Ma saison préférée                   | André Téchiné                      |
| 1994 (19de)  | Trois couleurs: Bleu                 | Krzysztof Kieślowski               |
| 1994 (19de)  | Les Visiteurs                        | Jean-Marie Poiré                   |
| 1995 (20ste) | Les Roseaux sauvages                 | André Téchiné                      |
| 1995 (20ste) | Le Fils préféré                      | Nicole Garcia                      |
| 1995 (20ste) | Léon                                 | Luc Besson                         |
| 1995 (20ste) | La reine Margot                      | Patrice Chéreau                    |
| 1995 (20ste) | Trois couleurs : Rouge               | Krzysztof Kieślowski               |
| 1996 (21ste) | La Haine                             | Mathieu Kassovitz                  |
| 1996 (21ste) | Le bonheur est dans le pré           | Étienne Chatiliez                  |
| 1996 (21ste) | La Cérémonie                         | Claude Chabrol                     |
| 1996 (21ste) | Gazon maudit                         | Josiane Balasko                    |
| 1996 (21ste) | Le Hussard sur le toit               | Jean-Paul Rappeneau                |
| 1996 (21ste) | Nelly et Monsieur Arnaud             | Claude Sautet                      |
| 1997 (22ste) | Ridicule                             | Patrice Leconte                    |
| 1997 (22ste) | Capitaine Conan                      | Bertrand Tavernier                 |
| 1997 (22ste) | Microcosmos                          | Claude Nuridsany en Marie Pérennou |
| 1997 (22ste) | Pédale douce                         | Gabriel Aghion                     |
| 1997 (22ste) | Un air de famille                    | Cédric Klapisch                    |
| 1997 (22ste) | Les Voleurs                          | André Téchiné                      |
| 1998 (23ste) | On connaît la chanson                | Alain Resnais                      |
| 1998 (23ste) | Le Bossu                             | Philippe de Broca                  |
| 1998 (23ste) | Le Cinquième Élément                 | Luc Besson                         |
| 1998 (23ste) | Marius et Jeannette                  | Robert Guédiguian                  |
| 1998 (23ste) | Western                              | Manuel Poirier                     |
| 1999 (24ste) | La Vie rêvée des anges               | Erick Zonca                        |
| 1999 (24ste) | Ceux qui m'aiment prendront le train | Patrice Chéreau                    |
| 1999 (24ste) | Le Dîner de cons                     | Francis Veber                      |
| 1999 (24ste) | Place Vendôme                        | Nicole Garcia                      |
| 1999 (24ste) | Taxi                                 | Gérard Pirès                       |

### Jaren 2000
| Jaar         | Film                                                        | Regisseur                            |
| ------------ | ----------------------------------------------------------- | ------------------------------------ |
| 2000 (25ste) | Vénus beauté (institut)                                     | Tonie Marshall                       |
| 2000 (25ste) | Les Enfants du marais                                       | Jean Becker                          |
| 2000 (25ste) | Est-Ouest                                                   | Régis Wargnier                       |
| 2000 (25ste) | La Fille sur le pont                                        | Patrice Leconte                      |
| 2000 (25ste) | Jeanne d'Arc                                                | Luc Besson                           |
| 2001 (26ste) | Le Goût des autres                                          | Agnès Jaoui                          |
| 2001 (26ste) | Les Blessures assassines                                    | Jean-Pierre Denis                    |
| 2001 (26ste) | Harry, un ami qui vous veut du bien                         | Dominik Moll                         |
| 2001 (26ste) | Saint-Cyr                                                   | Patricia Mazuy                       |
| 2001 (26ste) | Une affaire de goût                                         | Bernard Rapp                         |
| 2002 (27ste) | Le Fabuleux Destin d'Amélie Poulain                         | Jean-Pierre Jeunet                   |
| 2002 (27ste) | La Chambre des officiers                                    | François Dupeyron                    |
| 2002 (27ste) | Chaos                                                       | Coline Serreau                       |
| 2002 (27ste) | Sous le sable                                               | François Ozon                        |
| 2002 (27ste) | Sur mes lèvres                                              | Jacques Audiard                      |
| 2003 (28ste) | Le Pianiste                                                 | Roman Polański                       |
| 2003 (28ste) | 8 femmes                                                    | François Ozon                        |
| 2003 (28ste) | Amen.                                                       | Constantin Costa-Gavras              |
| 2003 (28ste) | L'Auberge espagnole                                         | Cédric Klapisch                      |
| 2003 (28ste) | Être et avoir                                               | Nicolas Philibert                    |
| 2004 (29ste) | Les Invasions barbares                                      | Denys Arcand                         |
| 2004 (29ste) | Bon voyage                                                  | Jean-Paul Rappeneau                  |
| 2004 (29ste) | Pas sur la bouche                                           | Alain Resnais                        |
| 2004 (29ste) | Les Sentiments                                              | Noémie Lvovsky                       |
| 2004 (29ste) | Les triplettes de Belleville                                | Sylvain Chomet                       |
| 2005 (30ste) | L'Esquive                                                   | Abdellatif Kechiche                  |
| 2005 (30ste) | 36 Quai des Orfèvres                                        | Olivier Marchal                      |
| 2005 (30ste) | Les Choristes                                               | Christophe Barratier                 |
| 2005 (30ste) | Rois et reine                                               | Arnaud Desplechin                    |
| 2005 (30ste) | Un long dimanche de fiançailles                             | Jean-Pierre Jeunet                   |
| 2006 (31ste) | De battre mon cœur s'est arrêté                             | Jacques Audiard                      |
| 2006 (31ste) | L'Enfant                                                    | Jean-Pierre Dardenne en Luc Dardenne |
| 2006 (31ste) | Joyeux Noël                                                 | Christian Carion                     |
| 2006 (31ste) | Le Petit Lieutenant                                         | Xavier Beauvois                      |
| 2006 (31ste) | Va, vis et deviens                                          | Radu Mihaileanu                      |
| 2007 (32ste) | Lady Chatterley                                             | Pascale Ferran                       |
| 2007 (32ste) | Indigènes                                                   | Rachid Bouchareb                     |
| 2007 (32ste) | Je vais bien, ne t'en fais pas                              | Philippe Lioret                      |
| 2007 (32ste) | Ne le dis à personne                                        | Guillaume Canet                      |
| 2007 (32ste) | Quand j'étais chanteur                                      | Xavier Giannoli                      |
| 2008 (33ste) | La Graine et le Mulet                                       | Abdellatif Kechiche                  |
| 2008 (33ste) | Un secret                                                   | Claude Miller                        |
| 2008 (33ste) | La Môme                                                     | Olivier Dahan                        |
| 2008 (33ste) | Le Scaphandre et le Papillon                                | Julian Schnabel                      |
| 2008 (33ste) | Persepolis                                                  | Vincent Paronnaud en Marjane Satrapi |
| 2009 (34ste) | Séraphine                                                   | Martin Provost                       |
| 2009 (34ste) | Entre les murs                                              | Laurent Cantet                       |
| 2009 (34ste) | Il y a longtemps que je t'aime                              | Philippe Claudel                     |
| 2009 (34ste) | Mesrine : L'instinct de mort Mesrine : L'ennemi public nº 1 | Jean-François Richet                 |
| 2009 (34ste) | Paris                                                       | Cédric Klapisch                      |
| 2009 (34ste) | Le premier jour du reste de ta vie                          | Rémi Bezançon                        |
| 2009 (34ste) | Un conte de Noël                                            | Arnaud Desplechin                    |

### Jaren 2010
| Jaar         | Film                                              | Regisseur                                        |
| ------------ | ------------------------------------------------- | ------------------------------------------------ |
| 2010 (35ste) | Un prophète                                       | Jacques Audiard                                  |
| 2010 (35ste) | À l'origine                                       | Xavier Giannoli                                  |
| 2010 (35ste) | Le concert                                        | Radu Mihaileanu                                  |
| 2010 (35ste) | Les Herbes folles                                 | Alain Resnais                                    |
| 2010 (35ste) | La Journée de la jupe                             | Jean-Paul Lilienfeld                             |
| 2010 (35ste) | Rapt                                              | Lucas Belvaux                                    |
| 2010 (35ste) | Welcome                                           | Philippe Lioret                                  |
| 2011 (36ste) | Des hommes et des dieux                           | Xavier Beauvois                                  |
| 2011 (36ste) | L'Arnacœur                                        | Pascal Chaumeil                                  |
| 2011 (36ste) | Le nom des gens                                   | Michel Leclerc                                   |
| 2011 (36ste) | The Ghost Writer                                  | Roman Polański                                   |
| 2011 (36ste) | Tournée                                           | Mathieu Amalric                                  |
| 2011 (36ste) | Gainsbourg, vie héroïque                          | Joann Sfar                                       |
| 2011 (36ste) | Mammuth                                           | Benoit Delepine en Gustave Kervern               |
| 2012 (37ste) | The Artist                                        | Michel Hazanavicius                              |
| 2012 (37ste) | La guerre est déclarée                            | Valérie Donzelli                                 |
| 2012 (37ste) | Le Havre                                          | Aki Kaurismäki                                   |
| 2012 (37ste) | Polisse                                           | Maïwenn                                          |
| 2012 (37ste) | L'Exercice de l'État                              | Pierre Schöller                                  |
| 2012 (37ste) | Pater                                             | Alain Cavalier                                   |
| 2012 (37ste) | Intouchables                                      | Olivier Nakache en Éric Toledano                 |
| 2013 (38ste) | Amour                                             | Michael Haneke                                   |
| 2013 (38ste) | Les adieux à la reine                             | Benoît Jacquot                                   |
| 2013 (38ste) | Camille redouble                                  | Noémie Lvovsky                                   |
| 2013 (38ste) | Dans la maison                                    | François Ozon                                    |
| 2013 (38ste) | De rouille et d'os                                | Jacques Audiard                                  |
| 2013 (38ste) | Holy Motors                                       | Léos Carax                                       |
| 2013 (38ste) | Le prénom                                         | Matthieu Delaporte en Alexandre de la Patellière |
| 2014 (39ste) | Les Garçons et Guillaume, à table !               | Guillaume Gallienne                              |
| 2014 (39ste) | 9 mois ferme                                      | Albert Dupontel                                  |
| 2014 (39ste) | L'Inconnu du lac                                  | Alain Guiraudie                                  |
| 2014 (39ste) | Jimmy P. (Psychothérapie d'un Indien des plaines) | Arnaud Desplechin                                |
| 2014 (39ste) | Le Passé                                          | Asghar Farhadi                                   |
| 2014 (39ste) | La Vénus à la fourrure                            | Roman Polański                                   |
| 2014 (39ste) | La vie d'Adèle                                    | Abdellatif Kechiche                              |
| 2015 (40ste) | Timbuktu                                          | Abderrahmane Sissako                             |
| 2015 (40ste) | Les Combattants                                   | Thomas Cailley                                   |
| 2015 (40ste) | Eastern Boys                                      | Robin Campillo                                   |
| 2015 (40ste) | La Famille Bélier                                 | Eric Lartigau                                    |
| 2015 (40ste) | Saint Laurent                                     | Bertrand Bonello                                 |
| 2015 (40ste) | Hippocrate                                        | Thomas Lilti                                     |
| 2015 (40ste) | Clouds of Sils Maria                              | Olivier Assayas                                  |
| 2016 (41ste) | Fatima                                            | Philippe Faucon                                  |
| 2016 (41ste) | Dheepan                                           | Jacques Audiard                                  |
| 2016 (41ste) | La Loi du marché                                  | Stéphane Brizé                                   |
| 2016 (41ste) | Marguerite                                        | Xavier Giannoli                                  |
| 2016 (41ste) | Mon roi                                           | Maïwenn                                          |
| 2016 (41ste) | Mustang                                           | Deniz Gamze Ergüven                              |
| 2016 (41ste) | La Tête haute                                     | Emmanuelle Bercot                                |
| 2016 (41ste) | Trois souvenirs de ma jeunesse                    | Arnaud Desplechin                                |
| 2017 (42ste) | Elle                                              | Paul Verhoeven                                   |
| 2017 (42ste) | Divines                                           | Houda Benyamina                                  |
| 2017 (42ste) | Frantz                                            | François Ozon                                    |
| 2017 (42ste) | Les Innocentes                                    | Anne Fontaine                                    |
| 2017 (42ste) | Ma loute                                          | Bruno Dumont                                     |
| 2017 (42ste) | Mal de pierres                                    | Nicole Garcia                                    |
| 2017 (42ste) | Victoria                                          | Justine Triet                                    |
| 2018 (43ste) | 120 battements par minute                         | Robin Campillo                                   |
| 2018 (43ste) | Le Sens de la fête                                | Olivier Nakache en Éric Toledano                 |
| 2018 (43ste) | Barbara                                           | Mathieu Amalric                                  |
| 2018 (43ste) | Patients                                          | Grand Corps Malade en Mehdi Idir                 |
| 2018 (43ste) | Au revoir là-haut                                 | Albert Dupontel                                  |
| 2018 (43ste) | Petit Paysan                                      | Hubert Charuel                                   |
| 2018 (43ste) | Le Brio                                           | Yvan Attal                                       |
| 2019 (44ste) | Jusqu'à la garde                                  | Xavier Legrand                                   |
| 2019 (44ste) | La Douleur                                        | Emmanuel Finkiel                                 |
| 2019 (44ste) | En liberté!                                       | Pierre Salvadori                                 |
| 2019 (44ste) | The Sisters Brothers                              | Jacques Audiard                                  |
| 2019 (44ste) | Le Grand Bain                                     | Gilles Lellouche                                 |
| 2019 (44ste) | Guy                                               | Alex Lutz                                        |
| 2019 (44ste) | Pupille                                           | Jeanne Herry                                     |

### Jaren 2020
| Jaar         | Film                                        | Regisseur                        |
| ------------ | ------------------------------------------- | -------------------------------- |
| 2020 (45ste) | Les Misérables                              | Ladj Ly                          |
| 2020 (45ste) | La Belle Époque                             | Nicolas Bedos                    |
| 2020 (45ste) | Grâce à Dieu                                | François Ozon                    |
| 2020 (45ste) | Hors normes                                 | Olivier Nakache en Éric Toledano |
| 2020 (45ste) | J'accuse                                    | Roman Polański                   |
| 2020 (45ste) | Portrait de la jeune fille en feu           | Céline Sciamma                   |
| 2020 (45ste) | Roubaix, une lumière                        | Arnaud Desplechin                |
| 2021 (46ste) | Adieu les cons                              | Albert Dupontel                  |
| 2021 (46ste) | Adolescentes                                | Sébastien Lifshitz               |
| 2021 (46ste) | Antoinette dans les Cévennes                | Caroline Vignal                  |
| 2021 (46ste) | Les Choses qu'on dit, les choses qu'on fait | Emmanuel Mouret                  |
| 2021 (46ste) | Été 85                                      | François Ozon                    |
| 2022 (47ste) | Illusions perdues                           | Xavier Giannoli                  |
| 2022 (47ste) | Aline                                       | Valérie Lemercier                |
| 2022 (47ste) | Annette                                     | Leos Carax                       |
| 2022 (47ste) | La Fracture                                 | Catherine Corsini                |
| 2022 (47ste) | L' Événement                                | Audrey Diwan                     |
| 2022 (47ste) | Onoda, 10 000 nuits dans la jungle          | Arthur Harari                    |
| 2022 (47ste) | BAC Nord                                    | Cédric Jimenez                   |